# Нечёткое число
Нечёткое число — абстрактное понятие, появившееся в рамках нечёткой арифметики и представляющее собой нечёткую величину, функция принадлежности которой является выпуклой и унимодальной. В общем случае нечёткое число является частным случаем нечёткого интервала.
Аппарат нечётких чисел был введён для оперирования неопределёнными или неточными величинами в практических задачах.

## Некоторые свойства
Нечёткое число является положительным, если оно имеет строго положительный носитель. Если же его носитель является строго отрицательным, то такое нечёткое число является отрицательным.
Нечёткое число можно назвать нечётким нулём, если модальное значение функции его принадлежности тождественно равно 0.